# Anel topológico
Em matemática, um anel topológico é um anel A e um espaço topológico e cujas operações de adição e multiplicação são contínuas.
Explicitamente, temos que {\displaystyle (A,+,\times ,\tau _{A})} é um anel topológico quando:
- {\displaystyle (A,+,\times )} é um anel
- {\displaystyle \tau _{A}} é uma topologia em A
- As funções {\displaystyle +:A\times A\rightarrow A}  e  {\displaystyle \times :A\times A\rightarrow A} são contínuas, em que A x A tem a topologia produto